# Liste der Naturdenkmale in Petersberg (Hessen)
Die Liste der Naturdenkmale in Petersberg (Hessen) nennt die im Gebiet der Gemeinde Petersberg im Landkreis Fulda in Hessen gelegenen Naturdenkmale.
| Bild            | Bezeichnung                       | Ortsteil, Lage                                   | Beschreibung | Art   | Nr.      |
| --------------- | --------------------------------- | ------------------------------------------------ | ------------ | ----- | -------- |
| BW              | Eiche im Dillenroth               | Petersberg 50° 33′ 54,8″ N, 9° 42′ 43,6″ O       |              | Eiche | 6.31.720 |
| Fotos hochladen | Linde an der Liobakirche          | Petersberg 50° 33′ 41,5″ N, 9° 42′ 40,9″ O       |              | Linde | 6.31.721 |
| Fotos hochladen | Linde am Heiligenhäuschen         | Margretenhaun - Rex 50° 33′ 37″ N, 9° 45′ 5,6″ O |              | Linde | 6.31.724 |
| BW              | Linden beim Kreuz in Böckels      | Böckels 50° 33′ 5,8″ N, 9° 45′ 28,5″ O           |              | Linde | 6.31.725 |
| BW              | Margretenberg bei Margretenhaun   | Margretenhaun 50° 34′ 2,6″ N, 9° 45′ 59,4″ O     |              |       | 6.31.726 |
| BW              | Weiher am Margretenberg           | Margretenhaun 50° 34′ 7,2″ N, 9° 45′ 54,4″ O     |              |       | 6.31.727 |
| BW              | Eiche bei der Grubenmühle         | Steinau 50° 36′ 39,6″ N, 9° 44′ 7″ O             |              | Eiche | 6.31.728 |
| BW              | Eiche am Remmertshölzchen         | Steinau 50° 36′ 25,8″ N, 9° 43′ 55,6″ O          |              | Eiche | 6.31.729 |
| BW              | 3 Linden an der Wendelinuskapelle | Steinhaus 50° 35′ 36,6″ N, 9° 45′ 34″ O          |              | Linde | 6.31.730 |
| BW              | Eichen bei Obergötzenhof          | Stöckels 50° 34′ 27,2″ N, 9° 43′ 23,3″ O         |              | Eiche | 6.31.732 |